# موحو علييف
موحو هيماتوفيتش علييف (بالروسية: Муху́ Гимбатович Али́ев)؛ (6 أغسطس 1940 -)، أول رئيس لجمهورية داغستان التي هي كيان فيدرالي في روسيا الاتحادية بمنطقة شمال القوقاز. شغل منصب رئيس برلمان الداغستاني المحلي من عام 1995 حتى 2006.

وفي 2006 انخب رئيسا أولا لجمهورية داغستان الروسية من قبل الشعب الداغستاني ووافق على ذلك الرئيس الروسي آنذاك فلاديمير بوتين.